# Harold Burt
Harold "Harry" Burt (Buckland, Devon, 6 de maig de 1876 - ?) va ser un tirador anglès que va competir a començaments del segle xx.
El 1912 va prendre part en els Jocs Olímpics d'Estocolm, on va disputar dues proves del programa de tir. Guanyà la medalla de bronze en la prova de carrabina, 50 metres, mentre en la de carrabina, 25 metres fou novè.